# Space Marine
Space Marine ist ein 1989 erschienenes Tabletop-Spiel, das vor dem Hintergrund von Warhammer 40.000 epische Schlachten im 6-mm-Maßstab (1:285) spielbar machen sollte.

## Spiel und Maßstab
Space Marine spielte ursprünglich zur Zeit der Horus-Häresie, als knapp die Hälfte der Space-Marine-Legionen vom Imperium zum Kriegsherrn Horus und damit zum Chaos überliefen. In der Folge entbrannte ein Bürgerkrieg im Imperium, bei dem sämtliche Truppentypen des Imperiums gegeneinander kämpften. Die Horus-Häresie spielt rund 10.000 Jahre vor WH40K, also um das Jahr 30000. Die Loyalisten gewannen letztlich unter horrenden Opfern den Krieg, wobei jedoch der Imperator schwer verletzt wurde, so dass er bis heute nur noch eingebettet in den Goldenen Thron (Lebenserhaltungsmaschine) existieren kann.
Durch den Maßstab von ca. 1:300 (6 mm) und die dadurch gegebene kleine Größe machte Space Marine Panzerschlachten im WH40K – Universum erstmals spielbar. Infanterie wird immer in Gruppen als so genannter Truppenstand bewegt. Einzelne Figuren haben nur ausnahmsweise eigene Werte, die Kampfwerte beziehen sich sonst immer auf Gruppen von fünf Infanteristen bzw. einem, manchmal zwei Fahrzeug/en.

## Space Marine – erste Auflage
Im ursprünglichen Spiel hatten beide Seiten nur die gleichen Truppentypen zur Verfügung, eben Loyalisten gegen Verräter. Hierdurch wurden die Spiele sehr spannend, weil es tatsächlich auf die Truppenführung ankam, der Vorwurf, eine Seite habe „bessere“ Truppen, konnte also nicht ziehen. Die Regeln erlaubten von Anfang an die Einbeziehung von Titanen aus Adeptus Titanicus.
Spieltechnisch waren die Regeln sehr stark an WH40K: Rogue Trader angelehnt, so wurden oftmals Waffenreichweiten, Modi etc. übernommen, nur wurde die Maßeinheit von Zoll auf Zentimeter geändert. Bolter etwa schossen 61 cm weit (WH40K: 24 Zoll), Waffenreichweiten waren insgesamt sowieso eher kurz, aber ausreichend (72 cm war die übliche Höchstreichweite).
Space Marine wurde beständig erweitert und nach und nach mit Adeptus Titanicus verschmolzen, so wurden Regeln für weitere Armeetypen und Truppenarten eingefügt, auch wurden einige Armeen erst jetzt richtig entwickelt, so zum Beispiel die reguläre Armee des Imperiums, deren schwere Panzer in WH40K-Gefechten kaum einsetzbar waren, bei Space Marine jedoch gefürchtet wurden, wenn sie einigermaßen Schussfeld hatten.
Die wichtigste Erweiterung für Space Marine und Adeptus Titanicus außer den White Dwarf Ergänzungen war CODEX TITANICUS, das Regeln für Titanen und Infanterie von Orks und Eldar einführte und die Titanenregeln überarbeitete, vor allem für den Nahkampf Titan gegen Titan und Titan gegen Infanterie. Weitere Erweiterungen war die Einführung von so genannten „Knights“, Rittern, kleinen Titanen von Menschen und Eldar sowie großer Kampffahrzeuge wie der Leviathan, die Hellbore und das Capitol Imperialis.
Infanterieziele wurden nach anderen Regeln beschossen als „harte“ Ziele, also Fahrzeuge, was im Ergebnis zu einer sehr großen, wenn nicht zu großen, Widerstandsfähigkeit der Infanterie führte.

## Space Marine – zweite Auflage
Die zweite Auflage von Space Marine (EPIC Battles) Mitte der 1990er Jahre führte dann grundlegende Änderungen ein. Die Infanterie wurde nach derselben Verwundbarkeitsskala bemessen wie die Panzer (was sie sehr viel verwundbarer machte), die Reichweiten der Waffen wurden drastisch erhöht und die einzelnen Rassen wurden stärker ausdifferenziert. Bahnbrechend war das Armeekartensystem, dass das Verfahren zur Armeeauswahl grundlegend veränderte, ebenso wurde Psi (Magie) eingeführt in einer auf dem Schlachtfeld beherrschbaren Art. Die charakteristischen Merkmale der einzelnen Armeen wurden nun auch regeltechnisch sehr gut abgebildet, etwa was Truppenmoral oder Befehlsketten anging. Am weitesten ging das EPIC 2. Auflage System bei der Einführung der Tyraniden Ende der 1990er Jahre, die spezielle Regeln und Psi-Fähigkeiten mitbrachten und völlig anders strukturierte Armeekarten.

## Regelerweiterungen
Neben diversen White Dwarf Artikeln zu der zweiten Auflage kamen mehrere Regelerweiterungen als Boxen heraus.
In diesen waren neben den Regeln auch Schablonen und neue Armeekarten dabei. Folgende Erweiterungen gab es:
- Armies Of The Imperium: Regelerweiterungen und Armeekarten für Space Marines & Imperial Guard
- Renegades: Regelerweiterungen und Armeekarten für Eldar & Chaos
- Warlords: Regelerweiterungen und Armeekarten für  Orks
- Hive War: Regelerweiterungen und Armeekarten für Tyraniden
- Epic Battles: War keine Box, wie die o. g. Erweiterungen, sondern ein Buch. Hier waren nur wenige Regelerweiterungen enthalten, jedoch viele Schlachtberichte und Regeln für Belagerungen.

Als nächste Erweiterung kam das Spiel Titan Legions heraus, welches regeltechnisch mehr Titanen und Knights behandelte. Es konnte eigenständig, aber auch zusammen mit der zweiten Auflage von Space Marine (EPIC Battles) gespielt werden.
Nun folgte der Wechsel zum neuen System EPIC 40.000. Jedoch kam dieses nicht besonders gut an, da viele EPIC-Spieler das mittlerweile hochdetaillierte System der zweiten Auflage von Space Marine (EPIC Battles) weiter bevorzugten. Dieses „alte“ System wurde und wird auch immer noch weiterentwickelt von der Gruppe NetEpic, welche die Regeln kostenlos zur Verfügung stellt. Mittlerweile arbeite NetEpic aber auch offiziell an den Regeln für die neueste EPIC-Version Epic Armageddon (E:A) mit.